# Monhegan
Monhegan ist eine Plantation im Lincoln County des Bundesstaates Maine in den Vereinigten Staaten. Im Jahr 2020 lebten dort 64 Einwohner in 160 Haushalten (in den Vereinigten Staaten zählen auch Ferienwohnungen als Haushalte) auf einer Fläche von 2,2  km².

## Geographie
Nach dem United States Census Bureau hat Monhegan eine Gesamtfläche von 11,7 km², von der 2,2 km² Land sind und 9,5 km² aus Gewässern bestehen.

### Geografische Lage
Die Plantation Monhegan liegt auf mehreren Inseln in der Muscongus Bay im Atlantischen Ozean. Zu den bekannteren Inseln gehören Manana Island und Monhegan Island. Im Westen der Insel Monhegan liegt ein kleiner See.

### Nachbargemeinden
Alle Entfernungen sind als Luftlinien zwischen den offiziellen Koordinaten der Orte aus der Volkszählung 2010 angegeben.
- Norden: Friendship, Knox County, 21,4 km
- Nordosten: St. George, Knox County, 17,8 km
- Osten: Matinicus Isle, Knox County, 29,6 km
- Westen: Bristol, 18,7 km
- Nordwesten: Bremen, 25,8 km

### Stadtgliederung
In Monhegan gibt es mehrere Siedlungsgebiete: Deadman Cove, Christmas Cove, Fish Beach, Horns Hill, Lobster Cove und Monhegan.

### Klima
Die mittlere Durchschnittstemperatur in Monhegan liegt wie in dem benachbarten Gebiet St. George zwischen −5,6 °C (22 °Fahrenheit) im Januar und 18,3 °C (65 °Fahrenheit) im Juli. Damit ist der Ort gegenüber dem langjährigen Mittel der USA um etwa 6 Grad kühler. Die Schneefälle zwischen Oktober und Mai liegen mit bis zu zweieinhalb Metern mehr als doppelt so hoch wie die mittlere Schneehöhe in den USA; die tägliche Sonnenscheindauer liegt am unteren Rand des Wertespektrums der USA.

## Geschichte
Der Name Monhegan stammt aus dem Indianischen und bedeutet Große Insel. Die Inseln wurden 1605 durch George Weymouth erreicht, der sie St. George Islands nannte. 1607 erreichte Richard Seymour die Insel und hielt hier die erste englische Predigt in Amerika. Im Jahr 1626 wurde Abraham Shurt von Elbridge und Aldsworth, den Inhabern des Pemaquid-Patents, geschickt, um die Insel von Abraham Jennings aus Plymouth zu kaufen.
Monhegan war lange Zeit ein beliebtes Sommerferienziel für Maler und andere Künstler. Wie auch andere verbrachte George Wesley Bellows einige Sommer auf der Insel.

### Einwohnerentwicklung
| Volkszählungsergebnisse – Plantation of Monhegan, Maine | Volkszählungsergebnisse – Plantation of Monhegan, Maine | Volkszählungsergebnisse – Plantation of Monhegan, Maine | Volkszählungsergebnisse – Plantation of Monhegan, Maine | Volkszählungsergebnisse – Plantation of Monhegan, Maine | Volkszählungsergebnisse – Plantation of Monhegan, Maine | Volkszählungsergebnisse – Plantation of Monhegan, Maine | Volkszählungsergebnisse – Plantation of Monhegan, Maine | Volkszählungsergebnisse – Plantation of Monhegan, Maine | Volkszählungsergebnisse – Plantation of Monhegan, Maine | Volkszählungsergebnisse – Plantation of Monhegan, Maine |
| Jahr                                                    | 1800                                                    | 1810                                                    | 1820                                                    | 1830                                                    | 1840                                                    | 1850                                                    | 1860                                                    | 1870                                                    | 1880                                                    | 1890                                                    |
| ------------------------------------------------------- | ------------------------------------------------------- | ------------------------------------------------------- | ------------------------------------------------------- | ------------------------------------------------------- | ------------------------------------------------------- | ------------------------------------------------------- | ------------------------------------------------------- | ------------------------------------------------------- | ------------------------------------------------------- | ------------------------------------------------------- |
| Einwohner                                               |                                                         |                                                         |                                                         | 67                                                      | 77                                                      |                                                         |                                                         | 145                                                     | 133                                                     | 90                                                      |
| Jahr                                                    | 1900                                                    | 1910                                                    | 1920                                                    | 1930                                                    | 1940                                                    | 1950                                                    | 1960                                                    | 1970                                                    | 1980                                                    | 1990                                                    |
| Einwohner                                               | 94                                                      | 120                                                     | 133                                                     | 109                                                     | 115                                                     | 75                                                      | 65                                                      | 44                                                      | 109                                                     | 88                                                      |
| Jahr                                                    | 2000                                                    | 2010                                                    | 2020                                                    | 2030                                                    | 2040                                                    | 2050                                                    | 2060                                                    | 2070                                                    | 2080                                                    | 2090                                                    |
| Einwohner                                               | 75                                                      | 69                                                      | 64                                                      |                                                         |                                                         |                                                         |                                                         |                                                         |                                                         |                                                         |

## Kultur und Sehenswürdigkeiten

### Bauwerke
In Monhegan wurden mehrere Bauwerke unter Denkmalschutz gestellt und ins National Register of Historic Places aufgenommen.
- The Influence, 1983 unter der Register-Nr. 83003655.[9]
- Rockwell Kent Cottage and Studio, 1992 unter der Register-Nr. 92000278.[10]
- Manana Island Fog Signal Station, 2002 unter der Register-Nr. 02001412.[11]
- Monhegan Island Lighthouse and Quarters, 1980 unter der Register-Nr. 80000239.[12]

## Wirtschaft und Infrastruktur

### Verkehr
Monhegan ist nur über eine Fähre von St. George zu erreichen. Zusätzlich gibt es einen kleinen Inselflughafen.

### Öffentliche Einrichtungen
Es gibt keine medizinischen Einrichtungen oder Krankenhäuser in Monhegan. Die nächstgelegenen befinden sich in Waldoboro und Rockland.
In Monhegan befindet sich die The Monhegan Memorial Library. Es gab bereits im 19. Jahrhundert eine kleine Bücherei auf Monhegan, später jedoch nur wenige Bücher in der Schule des Ortes und den Gasthäusern, die die Bücher an die Gäste verliehen. Durch den tragischen Tod zweier Kinder im Jahr 1926, die in die Brandung gezogen worden waren, sollte ein Denkmal errichtet werden und dieses sollte eine Bibliothek sein. Es konnten Sponsoren für die Gründung einer Kinderbibliothek gewonnen werden und Sommergäste, die angeschrieben worden waren, spendeten große Mengen Bücher und Geld. Die Bücher wurden zunächst in einem privaten Wohnzimmer untergebracht. Kurze Zeit später wurde ein eigenes Gebäude für die immer weiter wachsende Sammlung errichtet, in die nun auch Bücher für Erwachsene hinzugenommen wurden. In Erinnerung an die zwei ertrunkenen Kinder wurde sie zunächst Jackie and Edward´s Library genannt und erst bei ihrer offiziellen Gründung im Jahr 1938 in Monhegan Library umbenannt. Später wurde der Name in Monhegan Memorial Library geändert.

### Bildung
Der Schulunterricht findet in einer Ein-Raum-Schule statt, in dem bereits Kinder im Vor-Kindergarten-Alter bis hin zu Schülern im achten Schuljahr betreut werden. Die Website der Monhegan Island School verweist vor dem rudimentären Schulbildungsangebot auf die Vielzahl an außerschulischen Fortbildungsangeboten, die sich in erster Linie aus der Topografie der Insel ergeben.